# Оранијенбург
Оранијенбург (њем. Oranienburg) град је у њемачкој савезној држави Бранденбург. Једно је од 19 општинских средишта округа Оберхафел. Према процјени из 2010. у граду је живјело 41.577 становника. Посједује регионалну шифру (AGS) 12065256.

## Географски и демографски подаци
Оранијенбург се налази у савезној држави Бранденбург у округу Оберхафел. Град се налази на надморској висини од 34 метра. Површина општине износи 161,8 km². У самом граду је, према процјени из 2010. године, живјело 41.577 становника. Просјечна густина становништва износи 257 становника/km².

## Међународна сарадња
| Мјесто | Држава    | Врста сарадње | Од    |
| ------ | --------- | ------------- | ----- |
|        | Пољска    | партнерство   | 2004. |
|        | Пољска    | партнерство   | 2002. |
|        | Тајван    | контакт       | 2000. |
|        | Пољска    | партнерство   | 1995. |
| Бањоле | Француска | партнерство   | 1964. |
|        | Чешка     | партнерство   | 1974. |
| Извор  |           |               |       |